# Mario Milano (wrestler)
Mario Milano, nato Mario Bulfone (Trieste, 15 maggio 1935 – Victoria, 9 dicembre 2016), è stato un wrestler e attore italiano. Figlio di Vittorio Bulfone, attore amatoriale di teatro in lingua friulana presente anche nel cast della miniserie televisiva Maria Zef, Mario Milano iniziò la sua carriera nel wrestling in Venezuela e successivamente lottò in Australia, Hong Kong, Giappone, Sudafrica, Messico e Nord America.

## Carriera nel wrestling

### Inizi
Bulfone, sebbene nato in Italia, crebbe in Venezuela in quanto la sua famiglia di origine friulana era emigrata in quel paese perché il mercato del lavoro per artigiani qualificati era in quel periodo molto favorevole. Mario iniziò l'attività di wrestler nel 1953 a Caracas all'età di 18 anni. Dato che una legge dell'epoca proibiva ai minori di 19 anni di uscire la sera dopo le 21, egli doveva celare la propria identità per evitare problemi con la polizia. Indossava una maschera e utilizzava il ring name Black Diablo. Superati i vent'anni, lottò senza maschera e senza più pseudonimi.

### Tennessee
Nel 1962 si trasferì negli Stati Uniti, dove inizialmente lottò con il nome Mario La Pantera. Un promoter pensò che gli americani avrebbe avuto difficoltà a memorizzare il suo nome, e quindi gli cambiò nome in Mario Milano, prendendo spunto dalla città italiana di Milano, con la quale, comunque, il lottatore non aveva nessun legame. Egli visse a Nashville, Tennessee, dove lavorò per la National Wrestling Alliance (NWA).
Insieme a Jackie Fargo, vinse il primo titolo, l'NWA Southern Tag Team Championship, il 5 novembre 1963. Dopo aver detenuto le cinture per un mese, la coppia le cedette a Tojo Yamamoto & Ivan Malenkov, ma le riconquistò nel dicembre 1963 quando Malenkov lasciò la federazione e non si presentò per una difesa del titolo.
Il 2 marzo 1965, Milano fece nuovamente coppia con Fargo riuscendo ad aggiudicarsi l'NWA World Tag Team Championship (Mid-America version). Lottò anche insieme a Len Rossi e vinse per ben 6 volte l'NWA Southern Tag Team Championship, portando il totale delle sue vittorie del titolo a nove.

### Australia
Nel 1967, a Milano venne offerta la possibilità di combattere in Australia per un periodo di tre mesi alle dipendenze del promoter Jim Barnett. La sua permanenza si prolungò, gli venne offerto un contratto a tempo pieno e Milano si trasferì stabilmente in Australia. Lottando nella World Championship Wrestling, fece coppia con Red Bastien e i due vinsero l'IWA World Tag Team Championship per tre volte nello stesso anno. Nel 1967 ebbe anche due regni come IWA World Heavyweight Champion avendo sconfitto Killer Kowalski e Ripper Collins.
La sua mossa finale all'epoca era l'Atomic Drop.
Nel 2008 Mario apparve alla televisione australiana per la International Wrestling Australia (IWA) nella loro serie di main event di wrestling sul canale Aurora Community Channel. Partecipò a 6 show prendendo parte a un angle con il campione Mark Mercedes.
Il 14 maggio 2011, Milano fece un'apparizione dal vivo a Melbourne per la federazione Professional Championship Wrestling.

### WWWF
Nel 1970 Milano lottò nella World Wide Wrestling Federation nella zona di New York, dove era un "babyface". Ebbe delle rivalità con Eric the Red e Professor Toru Tanaka. Rimase nella compagnia soltanto per un anno.

### Giappone
Nel 1975 e nel 1985 Mario Bulfone lottò per la All Japan Pro Wrestling durante delle tournée, a seguito della chiusura della World Championship Wrestling australiana.

## Morte
Bulfone è morto il 9 dicembre 2016 all'età di 81 anni.

## Vita privata
Mario Bulfone nacque a Trieste, in Italia, e successivamente nel 1948 si trasferì in Venezuela. In seguito si stabilì in Australia dove visse fino alla morte. Fu padre di cinque figli.

## Personaggio
Mossa finale
- Atomic drop

## Titoli e riconoscimenti
- NWA Mid-America
  - NWA Southern Tag Team Championship (Mid-America version) (9) - con Jackie Fargo (2), Len Rossi (6) & Danny Hodge[16]
  - NWA World Tag Team Championship (Mid-America version) (1) - con Jackie Fargo[17]
- World Championship Wrestling (Australia)
  - IWA World Heavyweight Championship (4)[18]
  - IWA World Tag Team Championship (10) - con Red Bastien (3), Billy White Wolf (1), Antonio Pugliese (1), Dominic DeNucci (1), The Spoiler (1), Waldo Von Erich (1), Spiros Arion (1) & Mark Lewin (1)[19]
  - NWA Austra-Asian Heavyweight Championship (1)[20]
  - NWA Austra-Asian Tag Team Championship (2) - con Bugsy McGraw (1) & Larry O'Dea (1)[21]
  - World Brass Knuckles Championship (4)[22]
- International Wrestling Australia
  - IWA Hall of Fame[23]

## Filmografia
- Il drago si scatena - Boxer From Shantung (Mǎ Yǒng Zhēn), regia di Chang Cheh (1972)
- Lo spettro di Edgar Allan Poe (The Spectre of Edgar Allan Poe), regia di Mohy Quandour (1974)
- Commando Zebra (The Zebra Force), regia di Joe Tornatore (1976)
- High Rolling, regia di Igor Auzins (1977)
- Beyond Evil, regia di Herb Freed (1980)